# Pont Rion-Antirion
Le pont Rion-Antirion (en grec moderne : Γέφυρα Ρίου-Αντιρρίου), portant officiellement le nom de pont Charílaos Trikoúpis, est un pont à haubans qui relie le Péloponnèse à la Grèce continentale entre les deux villes de Rion et Antirion, via l'autoroute A5, composante commune de la route européenne 55 et de la route européenne 65.

## Descriptif
D'une longueur totale de 2 883 mètres, le franchissement est composé d'un pont principal multi-haubané d'une longueur de 2 252 mètres encadré de deux viaducs d'accès :
- au sud, côté Rion, un viaduc en poutres préfabriquées précontraintes de 392 m de long ;
- au nord, côté Antirion, un double viaduc de type bi-poutres de 239 m de long.

## Les records du monde
Cet ouvrage détint pendant quatre mois le record de la plus grande longueur de tablier haubané avec ses  2 252 mètres. Ce record ne tint que du 12 août 2004, date de son ouverture à la circulation, au 16 décembre 2004, date de la mise en circulation du viaduc de Millau, dont la longueur du tablier haubané est de 2 460 mètres.

Depuis 2013 et la construction du pont Jia-Shao en Chine, il reste le troisième pont avec plus grande longueur de tablier haubané au monde.
Il possède également les autres records suivants :
- les piles avec la plus grande hauteur immergée : 63,5 mètres pour la pile M3 ;
- les appuis de piles les plus gros jamais réalisés, avec une embase de 90 mètres de diamètre et d’une hauteur variant de 9 à 13,5 m[2] ;
- les joints de chaussée avec le plus grand souffle au monde (près de 5 mètres possibles)[2] ;
- les amortisseurs les plus gros jamais réalisés, capables de dissiper une énergie atteignant 5 mégajoules.

## Un objectif stratégique
Ce pont relie le Péloponnèse à la Grèce continentale, et se situe à l'intersection de deux axes autoroutiers importants :
- l’autoroute Patras-Athènes-Thessalonique, qui relie les trois villes les plus importantes de Grèce et fait partie du réseau routier européen ;
- la méridienne ouest Kalamata-Patras-Igoumenitsa.

Ce projet s’inscrit dans le cadre de la réalisation du réseau Trans-Européen à l’Horizon
de l’an 2010.
Grâce aux ports de Patras et d'Igoumenitsa (au nord-ouest), il facilite les communications entre la Grèce et l'Italie. Et, désormais, il suffit de cinq minutes pour passer sur l'autre rive, contre 45 minutes en ferry.
Il a été ouvert à la circulation le 12 août 2004, et son inauguration le 8 août 2004 a été inscrite dans la célébration des Jeux olympiques d'été de 2004 à Athènes.

## Les défis technologiques
Les défis qu'il fallait relever étaient multiples :
- relier deux plaques tectoniques en mouvement, puisque le golfe de Corinthe est un fossé d'effondrement sensible aux mouvements tectoniques. Chacune des plaques s'éloigne de l'autre de plusieurs millimètres par an. Le Péloponnèse s'éloigne irrémédiablement de la Grèce continentale ;
- franchir une hauteur d'eau atteignant 65 mètres au point le plus profond, c'est-à-dire que les techniques à retenir s'apparentent plus à des techniques relevant du domaine de l'offshore et des plateformes pétrolières que de la construction classique de ponts ;
- s'appuyer sur des fonds marins de qualité médiocre, le substratum rocheux est à plus de 700 mètres de profondeur ;
- résister à des vents violents : la vitesse de référence prise en compte selon les British Standards est de 32 m/s. Elle correspond, au niveau du tablier, à une vitesse moyenne de 50 m/s (soit 180 km/h) sur 10 minutes ;
- résister à un séisme de force 7 de magnitude sur l'échelle de Richter. Le dernier séisme important a eu lieu le 15 juin 1995 à une trentaine de kilomètres du site avec une magnitude de 6,3.

## Histoire

### La conception
- 1880, le Premier ministre Charílaos Trikoúpis, est parmi les premiers à imaginer un lien à cet endroit, au moment du percement du canal de Corinthe. Il a la vision d'un pont franchissant les 3 km du détroit de Rion (pl). Le projet est débattu au Parlement, mais les problèmes techniques amènent à l'abandon du projet.
- 1987, un premier projet d'une étude technologique du projet d'un pont-viaduc traversant la Manche, concurrent de celui du tunnel sous la Manche est présenté sans succès.

### Une consultation internationale
- 1991, un appel d'offres est lancé pour la construction du pont de Rion-Antirion.
- 3 janvier 1996, la société Gefyra (filiale du groupe Vinci), remporte l'appel d'offres international, avec, à la clé, un contrat de concession de 42 ans pour la construction, le financement, l'exploitation et l'entretien du pont de Rion-Antirion.
- 1997, bouclage du financement et entrée en vigueur du projet.

### 1997-1998 Études, expropriations, installation de chantier
- 1997, lancement des premières études suivies de modélisation.
- 19 juillet 1998, le premier ministre Costas Simitis pose la première pierre de l'édifice.

### 1999-2004 Les travaux
- 1999, construction de la cale sèche à Antirion.
- 2000, dragage de l'emplacement de la pile M3 et bétonnage de la semelle.
- 2001, construction des piles.
- 2002, construction et élévation des jambes du pylône M3.
- 2003, poursuite de la construction des pylônes, début de haubanage du tablier à partir de M3.
- 14 août 2003, séisme de magnitude 6 pendant le chantier. Pas de dégâts.
- 8 août 2004, inauguration et passage de la flamme olympique.
- 16 août 2004, ouverture à la circulation.

## Le contrat de concession[2]

### Les partenaires
Le montage juridique et financier du projet est celui du montage classique employé pour la construction d'une autoroute, celui de la concession, avec, comme pour certaines autoroutes, une forte subvention publique pour équilibrer le budget. 
Un contrat de concession a donc été signé entre l'État grec et la société concessionnaire retenue (Gefyra SA), une société, créée spécialement pour cet ouvrage, constituée des partenaires suivants : le groupe de BTP français Vinci pour 53 %, six entreprises grecques pour les 47 % restants.
Le concessionnaire signe ensuite un contrat de conception-réalisation avec une société ad hoc composée des mêmes partenaires.

### Les acteurs
Le projet est dirigé, du début de la conception en 1987 jusqu'à la mise en service en 2004, par Jean-Paul Teyssandier, PDG de la société concessionnaire Gefyra de 1997 à 2005.
La construction est dirigée par Gilles de Maublanc de 1997 à 2004.
L'ouvrage a été dessiné par l'architecte Berdj Mikaëlian, auteur de nombreux autres ponts.
Les études de modélisation des piles et les études des haubans sont confiées au Laboratoire central des ponts et chaussées, l'organe central de la recherche publique française.
Les contrôles techniques sont confiés à deux sociétés :
- le contrôle des études est assuré par le Design Checker (la société canadienne Buckland and Taylor) ;
- la supervision des travaux est assurée par le Supervisor (la société britannique Faber Maunsell).

### Le financement
Le coût global du projet s'élevait à 772 millions d'euros.
Il a été financé comme suit :
- apport en capital de 69 millions d'euros ;
- subvention publique de 335 millions d'euros ;
- Prêt bancaire (BEI) de 362 millions d'euros ;
- produits financiers : 6 millions d'euros.

L'apport de l'État grec est ainsi considérable, montrant sa volonté de réalisation du projet. Malgré cette ressource, la Banque européenne d'investissement n'était pas partante initialement pour investir dans le projet. Elle n'a participé qu'en acceptant de ne prendre aucun risque lié au projet. Il a  donc fallu mettre en place une garantie, qui a fait l'objet de longues tractations, fournie par un groupe de banques commerciales mené par Bank of America et Bank of Tokyo Mitsubishi.

Élévation de l'ouvrage

## Les fondations

### Les contraintes environnementales
Trois événements d'importance majeure devaient être pris en compte par les concepteurs :
- Le choc d'un pétrolier de 180 000 tonnes heurtant une pile à une vitesse de 16 nœuds (8,2 m/s ou 30 km/h). Les premières contraintes sont donc celle d'un effort horizontal de 480 MN (millions de newtons) à 70 mètres au-dessus du niveau de fondation, ce qui correspond à un effort horizontal de la même intensité au niveau des fondations couplé avec un moment de renversement de 34 000 MN m[c 1].
- Un événement sismique de magnitude 7 sur l'échelle de Richter, correspondant à un événement de période de retour de 2 000 années, situé à 8,5 km du site. La contrainte à prendre en compte est ici une accélération maximale du sol de 0,5 g avec un plateau d'accélération à 1,2 g entre 0,2 s et 1,1 s[c 1].
- Un mouvement tectonique. La péninsule s'éloigne du continent de l'ordre de 8 mm/an. La dernière contrainte à prendre en compte est donc la possibilité d'occurrence d'un déplacement tectonique différentiel de 2 m dans n'importe quelle direction et entre deux piles adjacentes[c 2].

### La contrainte des sols meubles
De manière schématique les ponts sont construits soit sur des fondations profondes ancrées dans le sous-sol rocheux, soit sur des fondations superficielles reposant sur le fond.
La fosse du golfe de Corinthe est remplie de sols meubles (argile, limon, sables fins) et la roche, dont la profondeur est estimée à plus de 500 mètres, est inaccessible. Ainsi les fondations profondes ne pouvaient être retenues.
L’hypothèse de caissons enterrés a également été étudiée, mais ceux-ci présentaient des difficultés de mise en œuvre en raison de la présence d'une couche de gravier à la surface du sol pouvant créer des difficultés de pénétration du caisson.
Enfin des fondations superficielles n’étaient guère plus envisageables du fait de la faible capacité portante des sols du fonds marin et des tassements élevés qui s’en seraient suivis. En outre sous l'effet de fortes pressions, certains sables peuvent entrer en liquéfaction, c'est-à-dire passer de l'état de grains solides à l'état de plastique, voire liquide. Il était donc nécessaire de les renforcer.

### La solution retenue
Il est néanmoins apparu que la solution résidait dans la construction de fondations superficielles accompagnées par une amélioration des caractéristiques mécaniques des sols pour assurer un comportement sismique satisfaisant de la fondation et limiter les tassements à des valeurs acceptables pour la superstructure.
La solution retenue fut finalement de fonder chacun des quatre énormes piliers sur un ensemble de 200 inclusions rigides fichées dans le sol meuble. Ces inclusions sont constituées de 200 tubes d'acier creux de deux mètres de diamètre et de 25 à 30 mètres de long. Ils sont recouverts d'un tapis de gravier de 2,75 mètres d'épaisseur, capable de supporter les embases des pylônes de 90 mètres de diamètre et 13 mètres de hauteur.
Les piles ne sont pas liées aux tubes de renforcement du sol car en cas de fort séisme, le tout aurait pu basculer. Le tapis de gravier sert ici de matelas de répartition, et fait effet de fusible ou de coussin, la semelle pouvant glisser dessus horizontalement. Il sert aussi à répartir les efforts et prévenir les effets de succion. En cas de séisme ou de bouleversement du fond, sa plasticité et son élasticité assurent une absorption des mouvements et une adaptation gravitaire.

### La modélisation des fondations[c 1]
Une telle solution n'ayant jamais été adoptée, de nouveaux outils de dimensionnement et une validation approfondie devaient être mis en place.
Un processus en trois étapes a été mis en œuvre :
- Le développement d'outils de dimensionnement spécifiques basés sur la théorie du calcul à la rupture (Salençon, 1983) pour évaluer la capacité ultime du système de fondation et définir la disposition des inclusions : longueur et espacement (Pecker et Salençon, 1999),
- Vérification expérimentale des outils de conception par des essais sur modèle réduit en centrifugeuse (Pecker et Garnier, 1999)[3],
- Vérification du schéma final par des analyses non linéaires en éléments finis, en 2 ou 3 dimensions.

Les trois approches ont donné des résultats similaires à ±15 % l'une de l'autre, ce qui a contribué à conforter la validité du principe de fondation et les analyses effectuées.

### Construction des inclusions
Le dragage du fond de la mer, le battage des inclusions rigides, la mise en place et le nivellement de la couche de gravier, par des profondeurs d'eau atteignant 65 m, ont nécessité un équipement et des procédures spéciaux.
Une barge à pieds tendus, concept connu pour les plateformes offshore, a été utilisée pour la première fois pour un équipement mobile. La stabilité est assurée par l'ancrage vertical en tension de corps morts posés en fond de mer. Les tensions dans ces lignes d'ancrage verticales sont ajustées pour conférer la stabilité requise à la barge vis-à-vis de la houle et des courants ainsi que des charges manutentionnées par la grue fixée sur le pont. En augmentant la traction dans les lignes d'ancrage, la flottabilité de la barge permet le soulèvement des corps morts et son déplacement à une nouvelle position.

## Les piliers

### Descriptif
Les piles reposent par environ 60 mètres de profondeur. La base des pylônes se situe entre 25 et 45 mètres (pour les deux pylônes centraux) au-dessus du niveau de la mer, laissant un gabarit de navigation de 52 mètres au milieu du détroit. Les pylônes s’élèvent de 115 mètres et culminent à une hauteur maximale de 160 mètres au-dessus du niveau de la mer.
La partie supérieure de la pile est une pyramide inversée d’une hauteur d'environ 15 mètres avec une base carrée de 38 mètres de côté. Chaque pylône se compose de quatre jambes inclinées en béton armé d’une section de 4 × 4 mètres, convergeant dans la tête de pylône pour former une structure monolithique.
Les embases des quatre piles en béton sont circulaires de 90 mètres de diamètre et pèsent 150 000 tonnes chacune.

### Construction

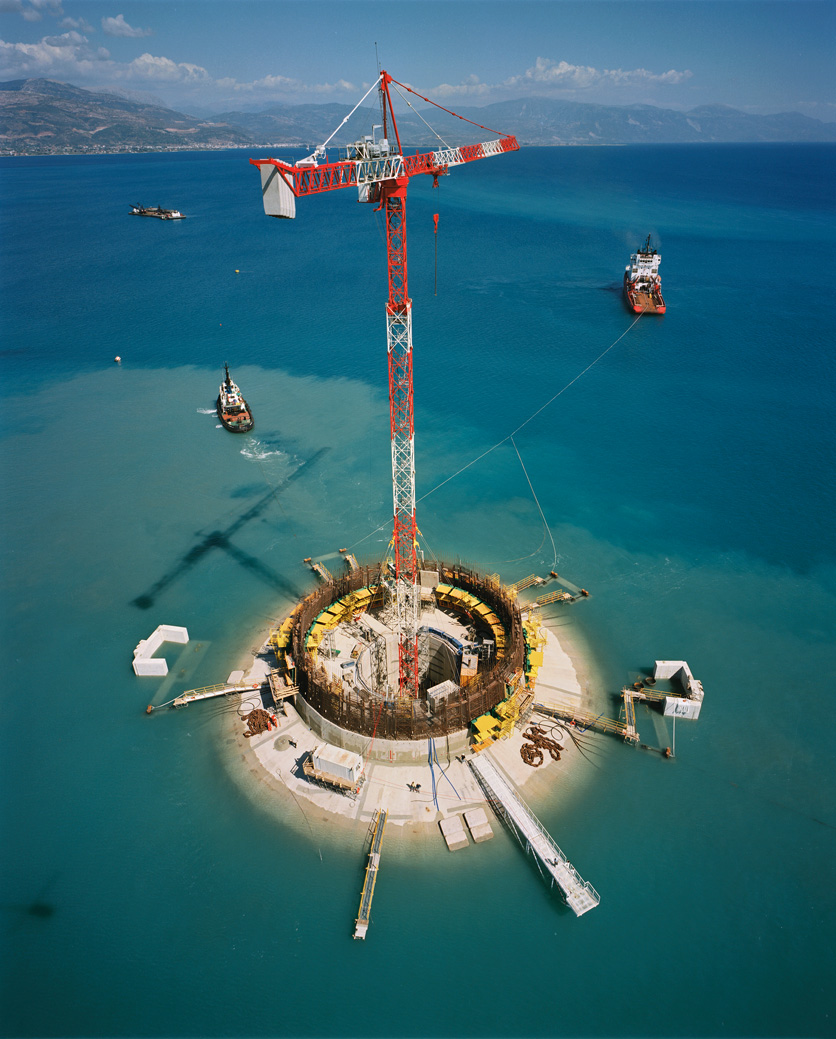
Remorquage d'une pile

La méthode de construction utilisée est inspirée de celles utilisées pour la construction de structures offshore gravitaires :
- construction des embases de fondation dans une cale sèche jusqu'à une hauteur de 18 m pour fournir la flottabilité suffisante ;
- remorquage et amarrage de ces embases dans une cale en eau ;
- construction de la partie conique, jusqu'à 65 m de hauteur, des fondations dans la cale en eau ;
- remorquage et immersion des fondations à leur position finale.

Cette opération de haute précision technologique a été effectuée par l'entreprise hollandaise Smit, spécialiste du remorquage des plateformes au large.

## Les haubans
Les haubans sont disposés en forme d'éventail.
Ils sont ancrés sur les côtés du tablier par des bracons d'une part et en tête de pylône d'autre part. Ils sont composés de torons parallèles galvanisés. Le hauban le plus gros comporte soixante-dix torons de diamètre 15 millimètres.
La fabrication et la mise en œuvre  des 368 haubans (4 500 t) a été confiée à l'entreprise Freyssinet.
Les contrôles à la fatigue des câbles de haubans ont été réalisés par le Laboratoire central des ponts et chaussées (Paris).
La réponse du pont aux effets du vent a  été étudiée, également sur modèles réduits, dans la soufflerie du centre de Nantes du Centre scientifique et technique du bâtiment (CSTB).

## Le tablier
La longueur totale du tablier est de 2 883 m.

### Descriptif
La structure du tablier est une structure composite mixte acier-béton armé. Elle comprend deux poutres longitudinales de 2,2 mètres de haut de chaque côté et des poutres transversales espacées tous les 4 mètres. La dalle supérieure est formée de panneaux préfabriqués en béton armé.
Le tablier de 27,2 m de large est une espèce de balancelle géante simplement suspendue à ses 368 haubans, néanmoins équipée d'un système de bracons amortisseurs (pièce oblique qui lie le tablier aux piles), situé au niveau des piles, qui assure la tenue transversale.
Le système de bracons amortisseurs assure l’amortissement des vibrations sous conditions normales et vent extrême. En cas de séisme exceptionnel, certaines entretoises fusibles cèdent et libèrent des amortisseurs de plus grand dégagement et plus grande dissipation permettant au tablier de plus grands mouvements et de limiter les contraintes .

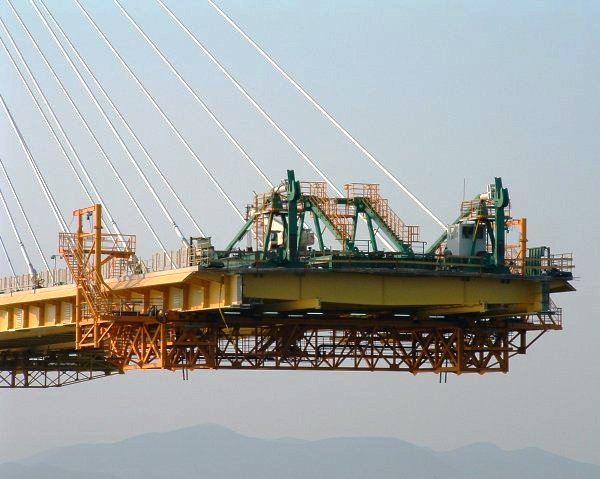
Pose d'un voussoir
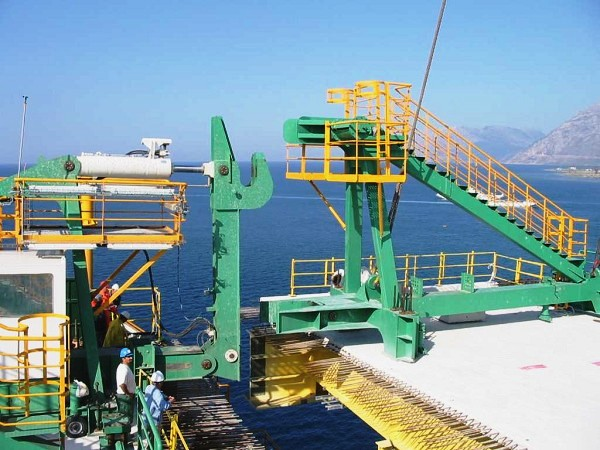
Technique d'accrochage rapide des voussoirs

### Les amortisseurs géants
Les mouvements d'oscillation sont alors limités par l'intermédiaire d'amortisseurs géants (quatre par pylône) qui autorisent une course de trois mètres d'amplitude et sont capables de dissiper une énergie atteignant cinq mégajoules.